# Gunnar Ström (läkare)
Gunnar Olof Fredrik Ström, född 12 juli 1922 i Malmö, död 25 maj 2006 i Uppsala, var en svensk läkare. Han var i sitt första äktenskap gift med Inger Bagger och fick tillsammans med henne fyra barn. I sitt andra äktenskap var han gift med Birgitta Wistrand.
Ström, som var son till kontorschefen Vilhelm Ström och Mensendieck-terapeuten Agda Schubert, blev medicine licentiat vid Lunds universitet 1947, medicine doktor 1950, docent i fysiologi vid Lunds universitet 1950, var laborator i klinisk fysiologi vid Karolinska Institutet och överläkare på Serafimerlasarettet 1956–1959 samt professor i klinisk fysiologi vid Uppsala universitet och överläkare på Akademiska sjukhuset 1959–1988. Han tjänstgjorde som prodekanus och ordförande i utbildningsnämnden. Han var flygläkare av andra graden 1952–1959 och av första graden 1959–1965. 
Ström innehade uppdrag inom Uppsala universitet, Svenska läkaresällskapet och Sveriges läkarförbund, Socialstyrelsen, Världshälsoorganisationen, expertuppdrag vid försvars- och utbildningsdepartementet, var ledamot av olika statliga utredningar, Försvarets forskningsanstalt, Försvarets sjukvårdsstyrelses vetenskapliga råd, Universitetskanslersämbetets planeringsberedning, Socialstyrelsens vetenskapliga råd och styrelse, hälsoupplysningsnämnden, ordförande i Medicinska forskningsrådets publiceringsnämnd, i styrelsen för Sätra hälsobrunn, Uppsala universitets gymnastiska institut, Gymnastik- och idrottshögskolan i Stockholm-Örebro, Svenska föreningen för klinisk fysiologi, Svenska föreningen för medicinsk undervisning, Svenska beteendemedicinska föreningen, Svenska föreningen för psykosomatisk medicin och Uppsala rödakorskrets. Han invaldes som ledamot av Kungliga Vetenskapssamhället i Uppsala 1961, av Kungliga Humanistiska Vetenskapssamfundet i Lund 1972 och var ledamot av flera utländska lärda sällskap.